# Kebineng
Kebineng (mort el 235 EC) va ser un líder territorial de la tribu Xianbei durant els períodes de la tardana Dinastia Han Oriental i els Tres Regnes de la història xinesa. Va arribar al poder després que el senyor de la guerra Cao Cao va derrotar la tribu dels Wuhuan del nord de la Xina.

## Biografia
Quan Tadun dels Wuhuan va ser derrotat per Cao Cao a la batalla de la Muntanya del Llop Blanc, Kebineng i diversos altres líders tribals Xianbei van decidir d'enviar tributs a Cao Cao. Gràcies a la seva proesa, Kebineng i aquests altres líders tribals havien rebut estatus de reis. Segons el de Zizhi Tongjian de Sima Guang, Kebineng era només un home carismàtic i honest que va aconseguir guanyar-se el suport de la majoria dels Xianbei. El major rival polítics de Kebineng era un altre líder Xianbei anomenat Budugen. Després que Kebineng va atraure al germà de Budugen a una trampa i el va matar, Budugen i Kebineng acabarien batallant de forma incessant. El clan de Budugen es va afeblir d'aquesta lluita, mentre que la facció de Kebineng va augmentar en gran manera en poder, nombre, i suport de l'estat de Cao Wei d'aquesta victòria militar.
Arribats a eixe punt Budugen va anar a la cort imperiral de la Dinastia Han a oferir tribut, i alhora Kebineng va decidir d'assaltar-hi la branca oriental dels Xianbei. La cort imperial Han va començar a considerar a Kebineng com una amenaça Tian Yu, el protector del poble Wuhuan designat per la cort imperial de Han, va decidir atacar a Kebineng per la rereguarda mentre aquest hi era en una campanya militar. Després d'aquest incident, les relacions entre la tribu Xianbei sota el lideratge de Kebineng i la Dinastia Han (i el posterior estat de Cao Wei) es van tornar tenses. Encara que el Zizhi Tongjian exposa que en un grapat d'ocasions generals com Tian Yu i Liang Xi van derrotar a Kebineng, és molt poc probable que el clan de Kebineng fóra aclaparat per complet cada vegada que es topava amb tropes de Han i Wei en la batalla.
En una ocasió quan Tian Yu anà a assetjar al sogre de Kebineng per exemple, Kebineng va arribar a assistir-lo amb una cavalleria de desenes de milers i acabaria derrotant a Tian Yu que no seria persuadit pels seus assessors i un diplomàtic nomenat Yan Zhi per cridar a un alto el foc. El poder de la tribu de Kebineng no disminuí significativament en tot cas, fins a la seva mort, però abans que Kebineng transí, se les va arreglar per iniciar diverses incursions devastadores en les províncies de Yu, Ping i Bing. Quan Kebineng finalment va arribar a la seva fi, hi va haver un període de relativa pau entre els xianbei i la Xina durant diverses dècades.

## En la ficció
En la novel·la històrica del Romanç dels Tres Regnes de Luo Guanzhong, Kebineng era un aliat de Cao Wei contra l'estat rival de Shu Han. Kebineng era un cacic xianbei subornat per Wei per assaltar a Shu Han, però va acabar fugint quan va saber que el general de Shu Ma Chao estava al comandament de l'exèrcit enviat a aturar-lo. La raó per la qual es creu que va fugir és a causa de la reputació de Ma com a gran guerrer entre els qiang, els quals formaven del gruix de la força de Kebineng.